# セクストゥス・アエリウス・パエトゥス・カトゥス
セクストゥス・アエリウス・パエトゥス・カトゥス（ラテン語: Sextus Aelius Paetus Catus、生没年不詳）は紀元前3世紀後期から紀元前2世紀前半の共和政ローマの政務官。紀元前198年にコンスル（執政官）、紀元前194年にはケンソル（監察官）を務めた。

## 出自
プレプス（平民）であるアエリウス氏族の出身。氏族最初の執政官は紀元前337年のプブリウス・アエリウス・パエトゥスであった。カピトリヌスのファスティによれば、父のプラエノーメン（第一名、個人名）はクィントゥス、祖父はプブリウスである。父クィントゥスは神祇官を務めており、紀元前217年の執政官選挙に立候補したが落選、紀元前216年のカンナエの戦いで戦死した。兄はプブリウス・アエリウス・パエトゥス (紀元前201年の執政官)。

## 経歴
紀元前200年、マルクス・クラウディウス・マルケッルス (紀元前196年の執政官)と共にアエディリス・クルリス（上級按察官）に就任した。
紀元前199年、兄のプブリウスと共にナルニアに植民する十人委員を務めている。
紀元前198年、同僚のパトリキ（貴族）ティトゥス・クィンクティウス・フラミニヌスと共にコンスルに就任した。
くじ引きの結果、イタリア本土を担当し、同僚のフラミニヌスはマケドニアを担当することとなった（歴史学者はくじ引きは形だけのものではなかったかと疑っている）。その後ガリア・キサルピナに向かったが、ティトゥス・リウィウスによれば「特筆すべきことは何もしなかった。」前任者のルキウス・コルネリウス・レントゥルス (紀元前199年の執政官)が率いていた軍を解散させず、2個ローマ軍団を保持していたが、ガリア人を恐れてプラケンティア（現在のピアチェンツァ）とクレモナから逃れてきた住民を、街に戻す作業に忙殺された。
紀元前194年、ケンソル（監察官）に就任、同僚はガイウス・コルネリウス・ケテグスで、プリンケプス・セナトゥス（元老院第一人者）は前回に続きスキピオ・アフリカヌスとされ、競技会に議員用の座席を初めて作り、アトリウム・リベルタティスやウィッラ・プブリカを修繕し、3人の議員を除名した。成年男子人口は243,704人であった。

## 法律家として
例えば、この市民法の知識ゆえに最高の詩人によって、

 優れた精神を持った人、聡明なアエリウス・セクストゥス

と呼ばれたあのアエリウスや、、、、
—キケロ、『弁論家について』1.198（大西英文訳）
「最高の民事専門家」との評判を得ており、同時代の詩人エンニウスは、彼を聡明（ラテン語: catus）と称し、それが彼のアグノーメンとなった。ローマ最初の法律書を書いた一人で、キケロの著作の一つである『弁論家について』では、法律家であり雄弁家でもあったセルウィウス・スルピキウス・ガルバに対し、プブリウス・リキニウス・クラッスス・ディウェス・ムキアヌスが彼の法律書を持ち出して対抗するシーンが出てくる。十二表法に関する最初の解説も行っており、これはローマ法に関する最古の解説書（Commentaria tripartitaまたはTripertita）である。

## 参考資料

### 古代の資料
- カピトリヌスのファスティ
- ティトゥス・リウィウス『ローマ建国史』
- マルクス・トゥッリウス・キケロ『ブルトゥス』
- マルクス・トゥッリウス・キケロ『弁論家について』
  - キケロ 著、大西英文 訳『弁論家について』 上、岩波文庫、2005年。ISBN 4003361148。

### 研究書
- Trukhina N. "Politics and politics of the "golden age" of the Roman Republic" - M .: Publishing house of the Moscow State University, 1986. - 184 p.
- Broughton R. "Magistrates of the Roman Republic" - New York, 1951. - Vol. I. - P. 600.
- Klebs E. "Aelius" // Paulys Realencyclopädie der classischen Altertumswissenschaft. - 1893. - Bd. I, 1. - Kol. 489.
- Klebs E. "Aelius 103" // Paulys Realencyclopädie der classischen Altertumswissenschaft. - 1893. - Bd. I, 1. - Kol. 526-527.
- Klebs E. "Aelius 105" // Paulys Realencyclopädie der classischen Altertumswissenschaft. - 1893. - Bd. I, 1. - Kol. 527.
- Pfeilschifter R. "Titus Quinctius Flamininus. Untersuchungen zur römischen Griechenlandpolitik" - Göttingen: Vandenhoeck & Ruprecht, 2005. - ISBN 3-525-25261-7 .